# Alexis Davis
Alexis Davis (Port Colborne, 4 ottobre 1984) è una lottatrice di arti marziali miste canadese.
Combatte nella categoria dei pesi gallo per l'organizzazione UFC, nella quale ha lottato per il titolo nel 2014 venendo sconfitta dalla campionessa Ronda Rousey.
In passato è stata campionessa dei pesi mosca (135 libbre, ovvero corrispondente all'attuale categoria dei pesi gallo) nella promozione locale Raging Wolf ed ha lottato con successo anche in Strikeforce ed Invicta FC.
È nota soprattutto per le sue abilità nel grappling: è difatti una campionessa nazionale di submission grappling e cintura nera sia nel tradizionale jūjutsu giapponese, sia nel jiu jitsu brasiliano; in un expo di BJJ del 2012 prese parte ad un incontro con la pluridecorata fuoriclasse Kyra Gracie, mettendola seriamente in difficoltà.
È stata premiata Bantamweight of the Year ai Women's Mixed Martial Arts Awards nel 2011 come miglior peso gallo dell'anno.
Molti dei suoi incontri vengono riconosciuti come altamente spettacolari, tant'è che i match contro Tara LaRosa del 2009 e contro Sarah Kaufman del 2012 vennero premiati come Fight of the Year sempre ai Women's Mixed Martial Arts Awards.

## Carriera nelle arti marziali miste

### Inizi
Alexis Davis debutta come lottatrice professionista di MMA nel 2007 in un match in Canada contro la connazionale Sarah Kaufman, futura campionessa dei pesi gallo Strikeforce e stella delle WMMA: Alexis venne sconfitta per KO tecnico durante la terza ripresa.
Successivamente in quasi due anni infila una serie di sei vittorie consecutive, iniziando a combattere anche negli Stati Uniti.
Nel 2009 affronta il pioniere delle MMA femminili Tara LaRosa (record: 15-1), al tempo una delle lottatrici più quotate in assoluto, subendo la sua seconda sconfitta in carriera; nonostante la perdonabile debacle il match venne premiato a fine anno con il riconoscimento Fight of the Year ai Women's Mixed Martial Arts Awards 2009.
Nell'incontro successivo affronta la più esperta Molly Helsel (record: 7-7-1) in un match valido per il titolo dei pesi mosca (135 libbre) della promozione statunitense Raging Wolf, vincendo per decisione unanime in un altro acceso match che venne menzionato come papabile per il premio Fight of the Year comunque vinto da Davis: Alexis divenne così campionessa e si mise in luce come una delle lottatrici in assoluto più spettacolari del panorama nordamericano e come una grappler di alto livello.
Nel 2010 affrontò un'altra quotata avversaria quale era la specialista di sottomissioni Shayna Baszler (record: 11-6), perdendo ai punti in un altro incontro tra i più apprezzati dell'anno.
Per il resto del 2010 Alexis prosegue combattendo nella Raging Wolf, difendendo il proprio titolo due volte contro Tonya Evinger con due vittorie per sottomissione e perdendo un incontro non titolato contro la più grossa Elaina Maxwell.

### Strikeforce
Nel 2011 con un record di 9-4 Alexis Davis viene scelta dalla prestigiosa organizzazione Strikeforce, una delle poche promozioni statunitensi di rilievo che prevedesse divisioni femminili; con la firma del contratto Alexis diede forfait ad un possibile rematch contro Shayna Baszler.
Esordì in luglio contro la veterana Julie Kedzie (record: 16-9), vincendo per decisione unanime dei giudici di gara.
Lo stesso anno sconfisse per KO tecnico l'ostica brasiliana Amanda Nunes, mettendosi in evidenza come una possibile contendente al titolo dei pesi gallo Strikeforce, tant'è che ai Women's Mixed Martial Arts Awards del 2011 venne premiata con il riconoscimento Bantamweight of the Year come il miglior peso gallo dell'anno.
Nel 2012 ebbe la possibilità di un rematch contro l'ex campionessa di categoria Sarah Kaufman a cinque anni di distanza dal primo incontro, con forti implicazioni per ottenere un incontro titolato contro la vincitrice tra la campionessa in carica Miesha Tate e l'astro nascente Ronda Rousey: Davis perse ancora, ma questa volta il match fu molto equilibrato e venne premiato con il riconoscimento Fight of the Year ai Women's Mixed Martial Arts Awards 2012.

### Invicta Fighting Championships
Nel 2012 Alexis entrò nella neonata promozione Invicta FC, organizzazione statunitense tutta al femminile e di gran prestigio nelle WMMA fin dalla sua nascita.
Esordì nel secondo evento Invicta FC 2: Baszler vs. McMann sconfiggendo per sottomissione l'esperta e quotata giapponese Hitomi Akano (record: 18-9), la quale era prossima al ritiro; Davis ottenne il riconoscimento Submission of the Night assieme a Sarah D'Alelio.
Nel 2013 arrivò l'atteso rematch contro Shayna Baszler, la quale era ancora considerata una dei pesi gallo più forti della promozione: questa volta Alexis riuscì ad imporsi con una vittoria per sottomissione in un incontro che ottenne il riconoscimento Fight of the Night.

### Ultimate Fighting Championship
Verso la fine del 2012 l'UFC, la più prestigiosa organizzazione di arti marziali miste del mondo, decise di inserire la divisione dei pesi gallo femminili sulla scia della grande popolarità acquisita dall'ultima campionessa Strikeforce Ronda Rousey, che fu la prima femmina nella storia dell'UFC ad essere messa sotto contratto come lottatrice; Davis fu una delle prime lottatrici ad essere messa sotto contratto, contratto stipulato nel febbraio del 2013.
Esordì in giugno davanti ai suoi fan canadesi contro la navigata britannica Rosi Sexton: Alexis Davis vinse ma non brillò particolarmente contro una lottatrice che normalmente combatteva nei pesi mosca.
Alexis, numero 6 nei ranking ufficiali UFC dei contendenti nella divisione dei pesi gallo femminili, in novembre affrontò il numero 4 Liz Carmouche, ex contendente al titolo UFC e al titolo Strikeforce, vincendo per decisione unanime con i punteggi 30-27, 30-27 e 29-28.
Nel 2014 si impose anche sulla numero 5 dei ranking Jessica Eye per decisione non unanime dei giudici di gara.
Nel luglio dello stesso anno affrontò la campionessa Ronda Rousey in un incontro valido per il titolo dei pesi gallo, venendo sconfitta per KO in soli 16 secondi.
Ad aprile del 2015 affronta per la terza volta la canadese ed ex campionessa dei pesi gallo femminili Strikeforce Sarah Kaufman. Dopo aver perso nettamente il primo round; al secondo round, dopo aver subito un altro takedown, riuscì a sorprendere la Kaufman intrappolandola in uno strangolamento a triangolo, dopodiché cambio velocemente posizione chiudendo il braccio dell'avversaria in un armbar. Davis vinse per sottomissione a quasi due minuti del secondo round.
Dopo un'assenza durata più di un anno per la gravidanza, la Davis tornò a combattere nell'ottagono il 3 dicembre del 2016, affrontando Sara McMann. Alla seconda ripresa venne però finalizzata con uno strangolamento a triangolo con le braccia.

## Risultati nelle arti marziali miste
| Risultato | Record | Avversario          | Metodo                               | Evento                                               | Data              | Round | Tempo | Città                        | Note                                |
| --------- | ------ | ------------------- | ------------------------------------ | ---------------------------------------------------- | ----------------- | ----- | ----- | ---------------------------- | ----------------------------------- |
| Vittoria  | 21-11  | Julija Stoliarenko  | Decisione (unanime)                  | UFC Fight Night: Hermansson vs. Strickland           | 5 febbraio 2022   | 3     | 5:00  | Las Vegas, Stati Uniti       |                                     |
| Sconfitta | 20-11  | Pannie Kianzad      | Decisione (unanime)                  | UFC 263: Adesanya vs. Vettori 2                      | 12 giugno 2021    | 3     | 5:00  | Glendale, Stati Uniti        |                                     |
| Vittoria  | 20-10  | Sabina Mazo         | Decisione (unanime)                  | UFC Fight Night: Rozenstruik vs. Gane                | 27 febbraio 2021  | 3     | 5:00  | Las Vegas, Stati Uniti       | Ritorno nei pesi gallo              |
| Sconfitta | 19-10  | Viviane Araújo      | Decisione (unanime)                  | UFC 240: Holloway vs. Edgar                          | 27 luglio 2019    | 3     | 5:00  | Edmonton, Canada             |                                     |
| Sconfitta | 19-9   | Jennifer Maia       | Decisione (unanime)                  | UFC Fight Night: Thompson vs. Pettis                 | 23 marzo 2019     | 3     | 5:00  | Nashville, Stati Uniti       |                                     |
| Sconfitta | 19-8   | Katlyn Chookagian   | Decisione (unanime)                  | UFC on Fox: Alvarez vs. Poirier 2                    | 28 luglio 2018    | 3     | 5:00  | Calgary, Canada              |                                     |
| Vittoria  | 19-7   | Liz Carmouche       | Decisione (non unanime)              | UFC Fight Night: Swanson vs. Ortega                  | 9 dicembre 2017   | 3     | 5:00  | Fresno, Stati Uniti          | Debutto nei pesi mosca              |
| Vittoria  | 18-7   | Cindy Dandois       | Decisione (unanime)                  | UFC Fight Night: Swanson vs. Lobov                   | 22 aprile 2017    | 3     | 5:00  | Nashville, Stati Uniti       |                                     |
| Sconfitta | 17-7   | Sara McMann         | Sottomissione (triangolo di braccio) | The Ultimate Fighter: Tournament of Champions Finale | 3 dicembre 2016   | 2     | 2:52  | Las Vegas, Stati Uniti       |                                     |
| Vittoria  | 17-6   | Sarah Kaufman       | Sottomissione (armbar)               | UFC 186: Johnson vs. Horiguchi                       | 25 aprile 2015    | 2     | 1:52  | Montréal, Canada             |                                     |
| Sconfitta | 16-6   | Ronda Rousey        | KO (colpi)                           | UFC 175: Weidman vs. Machida                         | 5 luglio 2014     | 1     | 0:16  | Las Vegas, Stati Uniti       | Per il titolo dei Pesi Gallo UFC    |
| Vittoria  | 16-5   | Jessica Eye         | Decisione (non unanime)              | UFC 170: Rousey vs. McMann                           | 22 febbraio 2014  | 3     | 5:00  | Las Vegas, Stati Uniti       |                                     |
| Vittoria  | 15–5   | Liz Carmouche       | Decisione (unanime)                  | UFC: Fight for the Troops 3                          | 6 novembre 2013   | 3     | 5:00  | Fort Campbell, Stati Uniti   |                                     |
| Vittoria  | 14–5   | Rosi Sexton         | Decisione (unanime)                  | UFC 161: Evans vs. Henderson                         | 15 giugno 2013    | 3     | 5:00  | Winnipeg, Canada             | Debutto in UFC                      |
| Vittoria  | 13–5   | Shayna Baszler      | Sottomissione (rear naked choke)     | Invicta FC 4: Esparza vs. Hyatt                      | 5 gennaio 2013    | 3     | 0:58  | Kansas City, Stati Uniti     |                                     |
| Vittoria  | 12–5   | Hitomi Akano        | Sottomissione (rear naked choke)     | Invicta FC 2: Baszler vs. McMann                     | 28 luglio 2012    | 2     | 3:41  | Kansas City, Stati Uniti     | Debutto in Invicta FC               |
| Sconfitta | 11–5   | Sarah Kaufman       | Decisione (maggioranza)              | Strikeforce: Tate vs. Rousey                         | 3 marzo 2012      | 3     | 5:00  | Columbus, Stati Uniti        |                                     |
| Vittoria  | 11–4   | Amanda Nunes        | KO Tecnico (pugni)                   | Strikeforce: Barnett vs. Kharitonov                  | 10 settembre 2011 | 2     | 4:53  | Cincinnati, Stati Uniti      |                                     |
| Vittoria  | 10–4   | Julie Kedzie        | Decisione (unanime)                  | Strikeforce: Fedor vs. Henderson                     | 30 luglio 2011    | 3     | 5:00  | Hoffman Estates, Stati Uniti | Debutto in Strikeforce, Pesi Gallo  |
| Vittoria  | 9–4    | Tonya Evinger       | Sottomissione (rear naked choke)     | RW 10: Mayhem In The Mist 5                          | 6 novembre 2010   | 1     | 1:25  | Niagara Falls, Stati Uniti   | Difende il titolo dei Pesi Gallo RW |
| Sconfitta | 8–4    | Elaina Maxwell      | Decisione (unanime)                  | RW 9: Mayhem In The Mist 4                           | 28 agosto 2010    | 3     | 5:00  | Niagara Falls, Stati Uniti   |                                     |
| Vittoria  | 8–3    | Tonya Evinger       | Sottomissione (rear naked choke)     | RW 7: Mayhem In The Mist 3                           | 8 maggio 2010     | 3     | 1:47  | Niagara Falls, Stati Uniti   | Difende il titolo dei Pesi Gallo RW |
| Sconfitta | 7–3    | Shayna Baszler      | Decisione (unanime)                  | FCF 40                                               | 27 marzo 2010     | 3     | 5:00  | Shawnee, Stati Uniti         |                                     |
| Vittoria  | 7–2    | Molly Helsel        | Decisione (unanime)                  | RW 5: Mayhem In The Mist                             | 10 ottobre 2009   | 5     | 5:00  | Niagara Falls, Stati Uniti   | Vince il titolo dei Pesi Gallo RW   |
| Sconfitta | 6–2    | Tara LaRosa         | KO Tecnico (stop medico)             | EC: The War At The Shore                             | 23 gennaio 2009   | 3     | 4:23  | Atlantic City, Stati Uniti   |                                     |
| Vittoria  | 6–1    | Margarita Kolmykova | Sottomissione (rear naked choke)     | USFL: War In The Woods 5                             | 29 novembre 2008  | 1     | 1:02  | Ledyard, Stati Uniti         |                                     |
| Vittoria  | 5–1    | Kate Roy            | Sottomissione (armbar)               | UCW 12: Heatwave                                     | 27 giugno 2008    | 1     | 3:09  | Winnipeg, Canada             |                                     |
| Vittoria  | 4–1    | Lizbeth Carreiro    | Decisione (unanime)                  | FFF 4: Call Of The Wild                              | 3 aprile 2008     | 3     | 3:00  | Los Angeles, Stati Uniti     |                                     |
| Vittoria  | 3–1    | Valerie Letourneau  | Decisione (non unanime)              | TKO 31: Young Guns                                   | 14 dicembre 2007  | 3     | 5:00  | Montréal, Canada             |                                     |
| Vittoria  | 2–1    | Tannaya Hantelman   | Sottomissione (armbar)               | ECC 6: Hometown Heroes                               | 20 ottobre 2007   | 1     | 1:09  | Halifax, Canada              |                                     |
| Vittoria  | 1–1    | Jody Wadsworth      | KO Tecnico (pugni)                   | KO Boxing: Warzone                                   | 6 maggio 2007     | 1     | 3:17  | Edmonton, Canada             |                                     |
| Sconfitta | 0–1    | Sarah Kaufman       | KO Tecnico (pugni)                   | UCW 7: Anarchy                                       | 7 aprile 2007     | 3     | -     | Winnipeg, Canada             |                                     |